# Webb Pierce
Pour les articles homonymes, voir Pierce.
Webb Pierce est un chanteur de musique country et guitariste américain né le 8 août 1921 à West Monroe, Louisiane. Décédé le 24 février 1991 à l'âge de 69 ans d'une crise cardiaque. Son répertoire va de la musique country, Hillbilly, rockabilly et au rhythm and blues.

## Carrière
Il commence à jouer de la guitare quand il a 12 ans. Michael Webb Pierce débuta sur la station KMLB-AM à West Monroe en 1937. Il rejoint l'armée entre 1940-1943. En 1950 il est remarqué par Horace Logan, directeur de la station KWKH de Shreveport, dont l'émetteur d'une puissance de 50 kW couvre un vaste territoire. Il rêve de se produire dans ce show radiodiffusé et s'installe dans cette ville en trouvant un emploi chez Sears Roebuck, un célèbre magasin d'instruments de musique de vente par correspondance. Il y produit bientôt sa propre émission le samedi soir sous le nom de Louisiana HayrideIl  qui connaît rapidement un succès énorme. Il fonde peu après deux labels de disques, dont l'un avec le directeur de la radio qui l'héberge, labels sans postérité. 
Il gagne davantage à signer en 1951 chez Decca, grâce à quoi il obtient son premier hit avec un morceau proche de la musique cadienne de 1937: "Wondering". Le titre de ce morceau inspire Webb, qui décide de faire appeler le groupe qui l'accompagne Wondering. Dans ce groupe on retrouve le futur légendaire Floyd Cramer au piano, Tex Grimsley (violon), Tillman Franks (basse), Jimmy Day (steel guitare), et Teddy & Doyle Wilburn dans lequel se trouve un jeune espoir du nom de Faron Young. Il enchaine ensuite d'autres succès dont deux autres 45 tours single qu'il avait écrit pour sa femme Audrey sous le titre That Heart Belong To Me et un hymne Honky Tonk, Back Street Affair. En 1955 il s'installe à Nashville et se fait connaître avec "Love love love" un hillbilly rythmé avec un vocal haut perché, présent en compagnie de "It's bee so long" du même acabit sur le 33 tours allemand Brunswick paru en 1957 et intitulé "Hillbilly Jamboreee" qui contient un classique d'Ernest Tubb repris par Buddy Holly "Have you ever been lonely". Webb est aussi connu pour son "Teenage boogie", un rockabilly classique repris par Matchbox en 1975. La même année avec trois no 1 dans les charts country, Webb Pierce est invité à rejoindre le Grand Ole Opry.En 1958, Pierce a enregistré un  autre rockabilly "The New Raunchy/I'll Get By Somehow" pour Decca sous le titre de Shady Wall.
Au cours de sa carrière de 1950 à 1982 il a enregistré 96 singles, dont 54 ont été placés au Top 10 et 13 no 1. En 1955 trois de ses tubes sont restés pendant 46 semaines dans les charts. Il est décédé en 1991 et fut enterré dans le cimetière de Woodlaw Memoriam Park à Nashville.
Il a été élu en 2001 au Country Music Hall of Fame.

## Discographie
- 1954 – More and More
- 1955 – Webb Pierce
- 1956 – The Wondering Boy
- 1957 – Just Imagination
- 1958 – Sing For You
- 1959 – Bound For Kingdom
- 1959 – The One And Only Webb Pierce
- 1960 – Walking The Streets
- 1960 – Webb With A Beat!
- 1961 – Fallen Angle
- 1962 – Cross Country
- 1962 – Hideaway Heart
- 1963 – Bow They Head
- 1963 – I've Got A New Heart Ache
- 1964 – Sands Of Gold
- 1965 – Country Music Time
- 1965 – Memory Number One
- 1966 – Bugle Call From Heaven
- 1966 – Sweet Memories
- 1966 – Webb's Choice
- 1967 – Where'd Ya Stay Last Night?
- 1968 – Country Songs
- 1968 – Fool, Fool, Fool
- 1969 – Saturday Night
- 1969 – Webb Pierce Sings This Thing
- 1970 – Country Favorites
- 1970 – Love Ain't Never Go Better
- 1970 – Merry-Go-Round World
- 1971 – Webb Pierce Road Show
- 1973 – I'm Gonna Be A Swinger
- 1977 – Faith, Hope And Love
- 1982 – In The Jailhouse Now